# Retiniphyllum kuhlmannii
Retiniphyllum kuhlmannii är en måreväxtart som beskrevs av Paul Carpenter Standley. Retiniphyllum kuhlmannii ingår i släktet Retiniphyllum och familjen måreväxter. Inga underarter finns listade i Catalogue of Life.